# Chasing Trouble

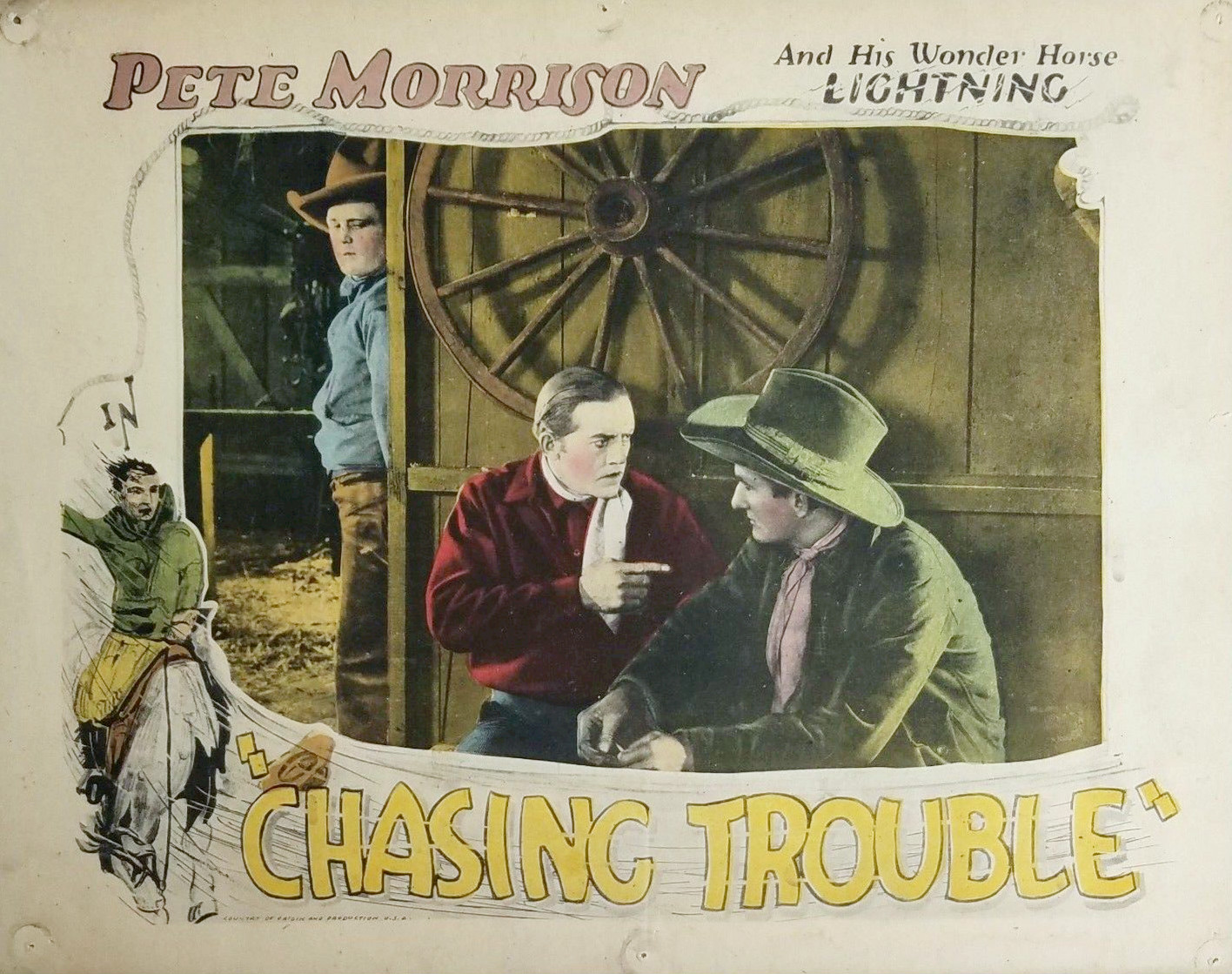
Carte promotionnelle du film.

Chasing Trouble est un western américain réalisé par Milburn Morante et sorti en 1926.

## Synopsis
"Blizz" Ballard, missionné pour traquer un gang de voleurs de bétail, arrive à Paradise Valley. Dans le saloon, il est nargué par Jerome Garrett, qui essaye de l'intimider mais est lui-même battu dans une bagarre. Ballard, après avoir fait ses preuves en montant un cheval sauvage, est engagé au ranch Gregg. Garrett est admiré par Emily, la fille du juge, qui accuse Ballard d'être un voleur de bétail, tandis que ses complices capturent et torturent le shérif.

## Fiche technique
- Réalisation : Milburn Morante
- Scénario : Frank S. Beresford
- Production : Carl Laemmle
- Photographie : Jack Young
- Production : Universal Pictures
- Genre : Western[1]
- Durée : 50 minutes
- Date de sortie :
  - États-Unis : 2 mai 1926

## Distribution
- Pete Morrison : Ballard
- Ione Reed : Emily Gregg
- Tom London: Jerome Garrett
- Roy Watson : Juge Gregg
- Frances Friel : Sal Karney
- Milton J. Fahrney : Sheriff
- Jewel Bennett : Carnegie McCue
- J.A. Wiley : Stech
- Al Richmond : Jim O'Reilly
- Skeeter Bill Robbins : Munn
- Lilly Harris : Ma Flaherty
- Fred Gamble : Bartender